# Orientalismus

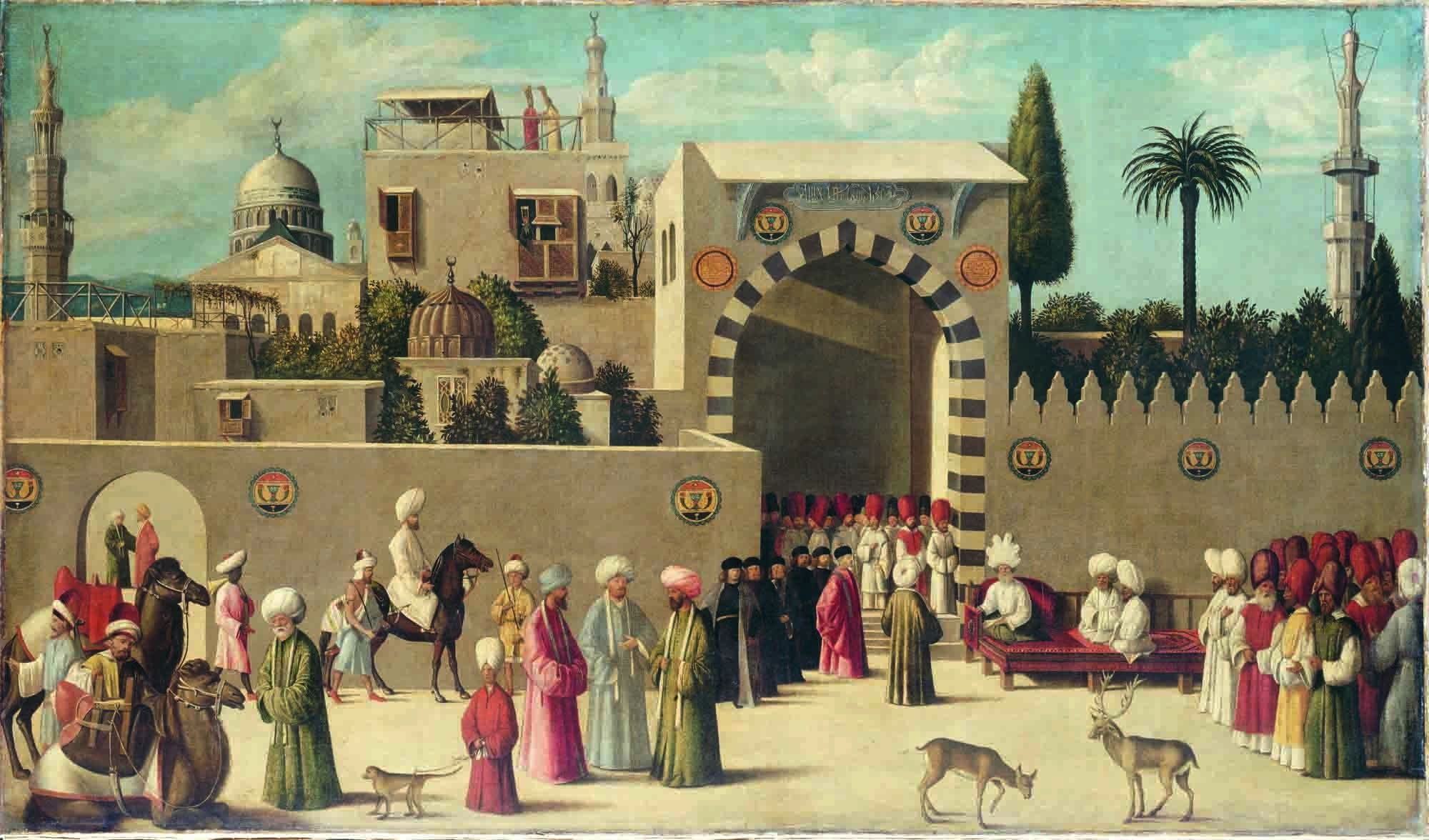
Anonymní benátská orientalistická malba, Recepce ambasadorů v Damašku, 1511, Louvre. Pozn: Není známo, že by někdy v Sýrii žil ve volné přírodě jelen s parohy

Eugène Delacroix, Alžírské ženy, 1834, Louvre, Paříž

Orientalismus je pojem označující imitaci některých prvků východních (či orientálních) kultur západními autory a umělci, který byl typický především pro uměleckou tvorbu 19. století. Orientalismus je také klasické vědecké dílo Edwarda Saida z roku 1978. Jako společensko-vědní pojem se orientalismus snaží o vysvětlení nerovného vztahu mezi evropským Západem a východním Orientem či Východem v západním myšlení. Orientalismem lze obecně nazvat cokoliv, co má orientální původ nebo se snaží vyjádřit a pochopit rozdíl mezi Orientem a Okcidentem (Západem).

## Definice
Význam slova orientalismus je podle koncepce Edwarda W. Saida mnohem komplikovanější, vymezuje více významů, které jsou však vzájemně propojené:
- Na orientalismus lze nahlížet jako na disciplínu, která zkoumá Orient z různých pohledů, například z pohledu antropologického, sociologického, historického či filologického.
- V obecnější rovině „pojem orientalismus znamená snahu postihnout druh myšlení založený na ontologickém a epistemologickém rozlišení mezi Orientem a ve většině případů Okcidentem (Západem).“[1]
- O tomto oboru je také možno uvažovat jako o „společenské instituci, která zkoumá výroky o Orientu, autorizuje názory na něj; popisuje Orient, učí o něm, objasňuje ho a řídí. Jinými slovy je orientalismus způsob, jakým Západ Orientu vládne, restrukturalizuje a spravuje.“[2]

## Orientalismus a náboženství
K výměně západních a východních myšlenek a poznatků o duchovnu začalo docházet během rozvoje obchodu mezi Západem a koloniemi v Asii. První západní překlad Sanskrtu se objevuje v roce 1785, což lze považovat za znak rostoucího zájmu o indickou kulturu a jazyky. Překlady Upanišad, které Arthur Schopenhauer nazval „útěchou mého života“, se poprvé objevily v letech 1801 a 1802. Hlavní hybnou silou vzájemného ovlivňování západní a východní kultury a religiozity byla Teosofická společnost, skupina, která rozšiřovala východní náboženské ideje a myšlenky v západním světě a naopak. Měla také velký vliv na formování Buddhistického modernismu a Hinduistického reformního hnutí. Mezi lety 1878 a 1882 se skupina sjednotila s Aryou Samaj a stala se Teosofickou společností Aryi Samaj.  Zakladatelé Teosofické společnosti Helena Blavatsky, S. Olcott a Anagarika Dharmapala měli velký podíl na znovuzrození a opětovném rozšíření Theravády. Dalším průkopníkem s velkým vlivem byl Swami Vivekananda, který zpopularizoval svou inovativní interpretaci Advaity Védánty, jak v Indii tak na Západě.

## Orientalismus ve společenských vědách
Autorem konceptu ve společenských vědách je americký literární teoretik palestinského původu Edward Said (1935–2003), který v roce 1978 uveřejnil knihu Orientalismus. Západní koncepce Orientu. Said postavil svůj argument na studiu většinou britských a francouzských akademických textů a diskurzů a dokázal tak jejich ideologické zakotvení v koloniální zkušenosti a na ideologický charakter moderní společenské vědy.
Said se v knize zaměřoval především na evropský vztah k Blízkému Východu a k islámu, avšak pojem orientalismus je dnes užíván v zobecňujícím smyslu k popsání vztahu mezi Západem a druhými (rozuměj mimoevropskými) kulturami a civilizacemi. Orientalismus je tak v podstatě reprezentací, která definuje Orient nebo Ne-Západ či Východ jako zaostalý, tradiční, nemoderní, dětský/dětinský, nevědecký (plný předsudků) či iracionální a odlišný, zatímco Západ (či Evropa) jako jeho přímý protiklad je vyspělý, moderní, vědecký, racionální a normální. Jako takový má orientalismus tendenci vytvářet stereotypní a homogenizující vidění například islámu nebo Blízkého Východu či dokonce samotného Východu. Existuje odlišnost mezi evropským pohledem na Orient a americkým pohledem, toto lze vysvětlit původem orientalismu, který leží v představách lidí, jejichž pohledy na něj jsou ovlivněny prostředím, ve kterém žijí. Američané si pod pojmem Orient nejčastěji představí Dálný východ, převážně Japonsko nebo Čínu, zatím co Evropané, kteří jsou s ním v kontaktu delší dobu, orientalismus chápou odlišně. Said dále ukazuje na to, že tato západní představa o Orientu je postavena na předem daných archetypech, ale nikoliv na skutečnosti nebo faktech, i když se často tváří vědecky. K vývoji evropské společnosti dle Saida tedy přispěla představa kontrastního symbolu, vůči kterému se mohla vymezit a tím i upevnit své hodnoty. Jedná se tedy podle něj o zkreslenou reprezentaci, která mimo jiné ideologicky ospravedlňovala koloniální nadvládu a expanzi. Obráceně, Orient na sebe nenahlíží jako na něco exotického.
Ve své práci Said vycházel z prací filosofa Michela Foucaulta, Antonia Gramsciho a Noama Chomskyho. Především díky této inspiraci bývá Saidův Orientalismus označován jako postmoderní práce.
Jedna z významných tezí práce je Saidova interpretace podstaty setkání mezi kulturami: v tomto případě mezi křesťanskou evropskou kulturou a islámskou blízkovýchodní kulturou. Said si všiml, že:
| „                           | Máme tendenci přestat posuzovat věci jako zcela nové nebo jako zcela známé, tak vznikne prostřední kategorie, kategorie, která umožňuje vidět nové věci, věci viděné poprvé jako verze již předtím známé věci. Ve své podstatě není taková kategorie způsobem přijetí nové informace, ale spíše metodou, jak kontrolovat to co se zdá být ohrožením pro ustálený pohled na věci. | “ |
| — Edward Said Orientalismus | |   |

Tato všeobecná tendence vedla k tomu, že se už ve středověké Evropě, žijící v obavě a po dlouhou dobou i pod hrozbou islámu, ustanovilo vidění islámu a s ním i Orientu jako určité špatně pochopené verze křesťanství a Evropy. Toto tvrzení Said na jiném místě dále specifikuje:
| „                          | Pro obyvatele Západu bylo orientální vždy jakýmsi aspektem Západu, stejně jako bylo například pro německé romantiky indické náboženství v podstatě orientální verzí germano-křesťanského panteismu. | “ |
| — Eward Said Orientalismus | |   |

Důležitým aspektem Saidova argumentu je ale skutečnost, že se tento kulturně-antropologický jev vyrovnání se s druhým pomocí etnocentrických kritérií, stal součástí mocenských operací vědění. Orientalismus se tak stal
| „                           | ...disciplínou, která reprezentuje institucionalizované západní vědění o Orientu | “ |
| — Edward Said Orientalismus |                                                                                  |   |

nebo také
| „                           | Orientalismus je disciplína z jejíž perspektivy byl (a je) systematicky přistupován Orient jako námět studia, objevování a praxe. | “ |
| — Edward Said Orientalismus | |   |

Podle Saida je tedy západní koncepce Orientu postavená na kulturně-antropologických respektive etnocentrických apriorních přístupech, které mají svoje kořeny ve středověkých obavách z expanze islámu. To, co Saidova kniha ilustruje je skutečnost, že se tyty apriorní představy staly základem pro mnohem pozdější vědecké koncepce Orientu, které v kontextu kolonialismu sloužily vědomě či nevědomě k jeho ospravedlňování a další reprodukci. V tomto smyslu lze Orientalismus chápat jako kritiku západního kolonialismu a západní vědy.
Jestliže se Orientalismus stal po svém publikování jednou z nejcitovanějších knih postkoloniálních studií, nevyhnul se samozřejmě četným kritikám právě ze strany akademických orientalistů. Nejznámější je akademický spor mezi Edwardem Saidem a britským specialistou na Blízký Východ Bernardem Lewisem. Kromě toho byl Orientalismus nesprávně interpretován a politicky využíván ze strany některých islámských aktivistů či dokonce fundamentalistů. Až do své smrti se Said snažil odmítat interpretace Orientalismu jako anti-západního manifestu. Podle svých slov mu šlo o:
| „                           | ...multikulturní kritiku moci, která využívá vědění ke své reprodukci. | “ |
| — Edward Said Orientalismus |                                                                        |   |

## Orientalismus v umělecké tvorbě
Vlivem stále intenzívnějšímu střetávání a setkávání se s odlišnými kulturami, Evropané přijímali celou řadu prvků (jako byly některé inovace nebo zvyky a kulturní praxe) z těchto kultur a zároveň konstruovali vlastní interpretace a reprezentace těchto kultur. Za raný příklad orientalismu v literatuře mohou sloužit Montesquieovy Perské listy (1721), které využívají orientálního kontextu ke společenské kritice poměrů ve Francii. Během 19. století se orientální motivy nebo témata stály velmi populárními a to díky jejich kontextuální souvislostí s koloniální expanzí Velké Británie a Francie. Orientalismus vedle literatury pronikl také do architektury, hudby nebo malířství.

### Orientalismus v literatuře
Vlna romantismu ve světové literatuře, té doby představovaná hlavně literaturou evropskou, která vrcholila na přelomu 18. a 19. století, proběhla v Evropě, jejíž pozadí bylo již patrně ovlivňováno východním světem. Literární tvůrci a jiní umělci ze svých cest po světě s sebou do Evropy přinášely své poznatky o Orientu, které postupně začaly zahrnovat do svých děl. Orientální náměty byly v beletrii zachyceny George. G. Byronem, anglickým spisovatelem, v lyricko-epických povídkách Džaur (1813), Korzár (1814) a Lara (1814). Dílem Salambo (1862), které vychází z dějin starověkého Kartága, se ve francouzské literatuře blýskl Gustav Flaubert. Na půdě odborné literatury zaznamenala tematika Orientalismu průlom dílem Orientalismus (1978) Edwarda Saida. Podle A. R. Kidwaie, bývalého politika Indie, se po vydání Saidovy knihy stal orientalismus často diskutovanou problematikou, o které bylo sepsáno více než 400 disertačních prací. Populární jsou také vydání pohádek, například Pohádky tisíce a jedné noci, v 21. století například Hrdinové Orientu spisovatelky, orientalistky a íránistky Lenky Hrabalové.

### Orientalismus v hudbě
Orientalismus obsažený v hudbě západního světa je jedním z typů ztvárnění vizí o Východu. Tyto vize různých autorů na sebe vzájemně působily a postupně vytvářely orientalistický hudební styl, který se silně lišil od reálné východní etnické hudby. Byl plný zkreslených představ, které živily pocit nadřazenosti. V orientalistickém hudebním stylu proto šlo o zvýrazňování těch prvků nezápadní hudby, které se té západní nejméně podobají, čímž byl kladen důraz na odlišnost a podřadnost hudby Orientu.
Prvním typem orientalismu v hudbě byl Turecký styl, který použil například Mozart ve své komické opeře Únos ze Serailu. Dalším stylem se stal takzvaný Hongrois, druh hudebního představení maďarských Romů, který mísil jejich osobité hudební prvky s maďarskou lidovou hudbou. Tento styl se brzy rozšířil po celé Evropě, zejména do Vídně a stal se jedním z významných hudebních stylů 19. století, který stojí za vznikem „cikánské stupnice“. Důležité jsou také prvky orientalismu v ruské hudbě z doby romantizmu, které přinesla ruská expanze na Východ. Dle amerického muzikologa Richarda Taruskina melodie ruského orientalismu charakterizují prvky jako melisma, chromatické doprovodné linky či monotónní basy, které použili různí umělci, například Glinka, Borodin, Rimskij-Korsakov nebo Balakirev.
Orientalismus se v hudbě vyskytuje i dnes. Můžeme ho vidět zejména ve videoklipech západních interpretů a to například ve videoklipu k písni Princess of China britské skupiny Coldplay a Rihany. Dalším příkladem může být videoklip písně Dark Horse od Katy Perry. Jsou v nich obsaženy například znázornění Egyptského a Asijského šatstva či architektury jako reprezentace bohatství a luxusu namísto vyobrazení jejich skutečné podstaty. Častým rysem je také spojování různých Východních kultur dohromady. Různé prvky obsažené v těchto videoklipech vytváří vidinu méně civilizovaného, podřadného Východu.

### Orientalismus v architektuře
Orientalismus v architektuře se projevuje přejímáním architektonických a ozdobných prvků asijské, případně severoafrické, architektury. Orientální architektura se dělí na tři hlavní druhy. Prvním je arabská, rozvíjející se se vznikem islámského náboženství od 7. století, která se díky arabským expanzivním výbojům šířila jak na západ (až na Pyrenejský poloostrov – maurská architektura), tak na východ (k Himálajskému pohoří – mughalská architektura v Indii). Dalším druhem je architektura egyptská, která se do západního světa rozšířila na začátku 19. století, a to díky napoleonským válkám. Napoleon I. Bonaparte nechal zhotovit studii egyptské kultury, která byla sepsána mezi lety 1809 a 1828 v Description de l’Égypte; ou, Recueil des observations et des recherches qui ont été faites en Égypte pendant l’expédition de l’armée française. Z Francie byla pak egyptská architektura přejímána dále. Architektura dálného východu (především čínská, případně japonská) se do Evropy rozšířila díky britskému a francouzskému zájmu v polovině 17. století a svůj vrchol zaznamenala o století později.

#### Arabská orientální architektura

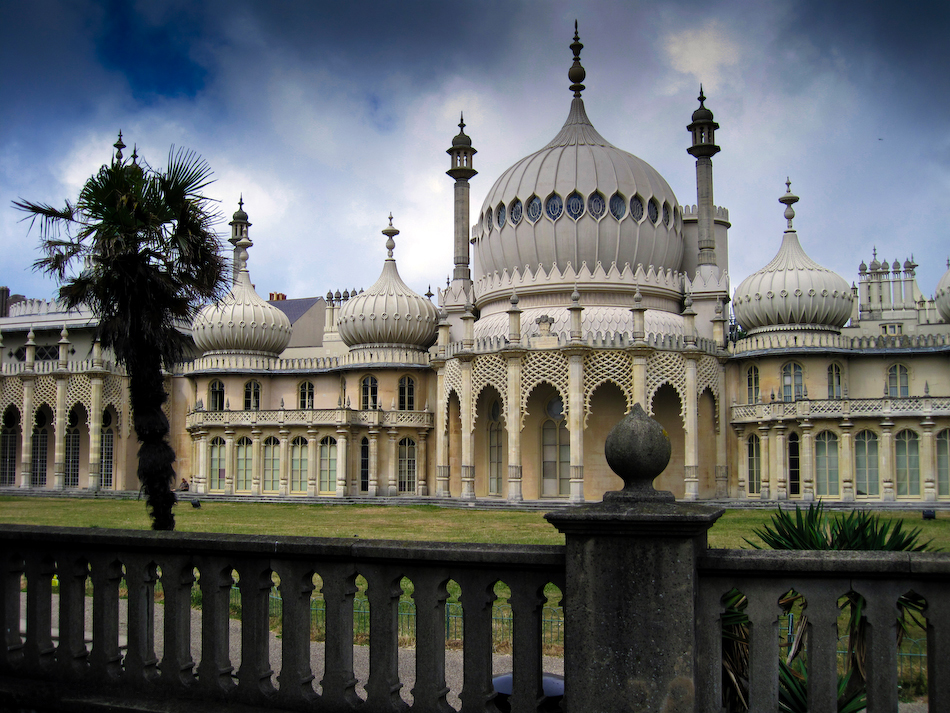
The Royal Pavilion v Brightonu

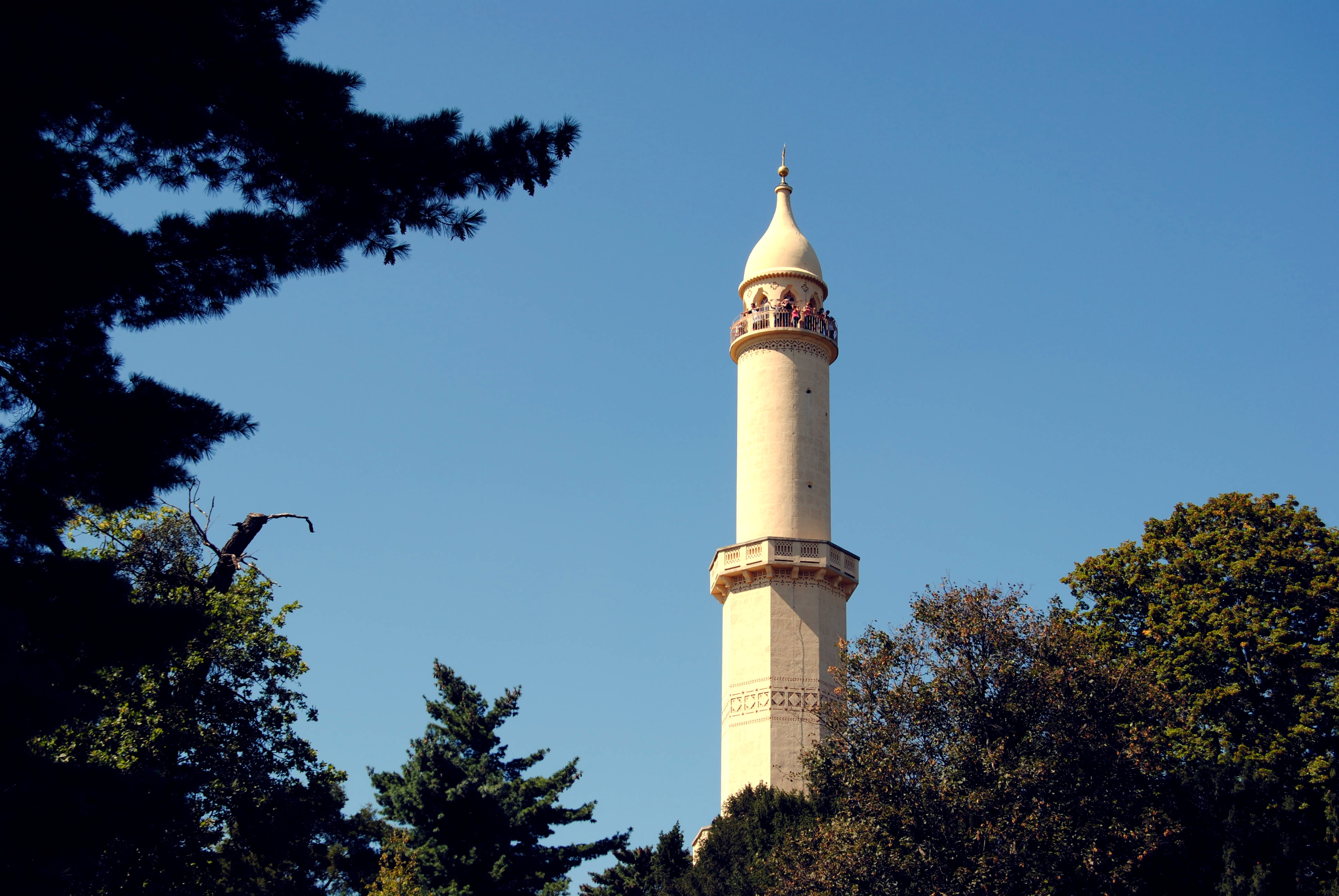
Minaret v Lednicko-valtickém areále

Z důvodu nízkého uměleckého základu arabských dobyvatelů se jejich kultura zakládá na prvcích jimi dobytých kultur (byzantská, římská, obecně křesťanská). Tím se během let vyvinula velmi rozmanitá a bohatá architektura, která o několik století později vzbudila velký zájem západních architektů. K tomu došlo hlavně v důsledku objevných plaveb a vzniku východoindických obchodních společností. Ty obchodovaly mimo jiné se zdejšími dekorativními předměty, které pak společně s kresbami a popisy nastiňovaly, jakým způsobem by arabská architektura mohla být imitována. Největší rozmach zaznamenala arabská orientální architektura v období romantismu.

#### Egyptská orientální architektura

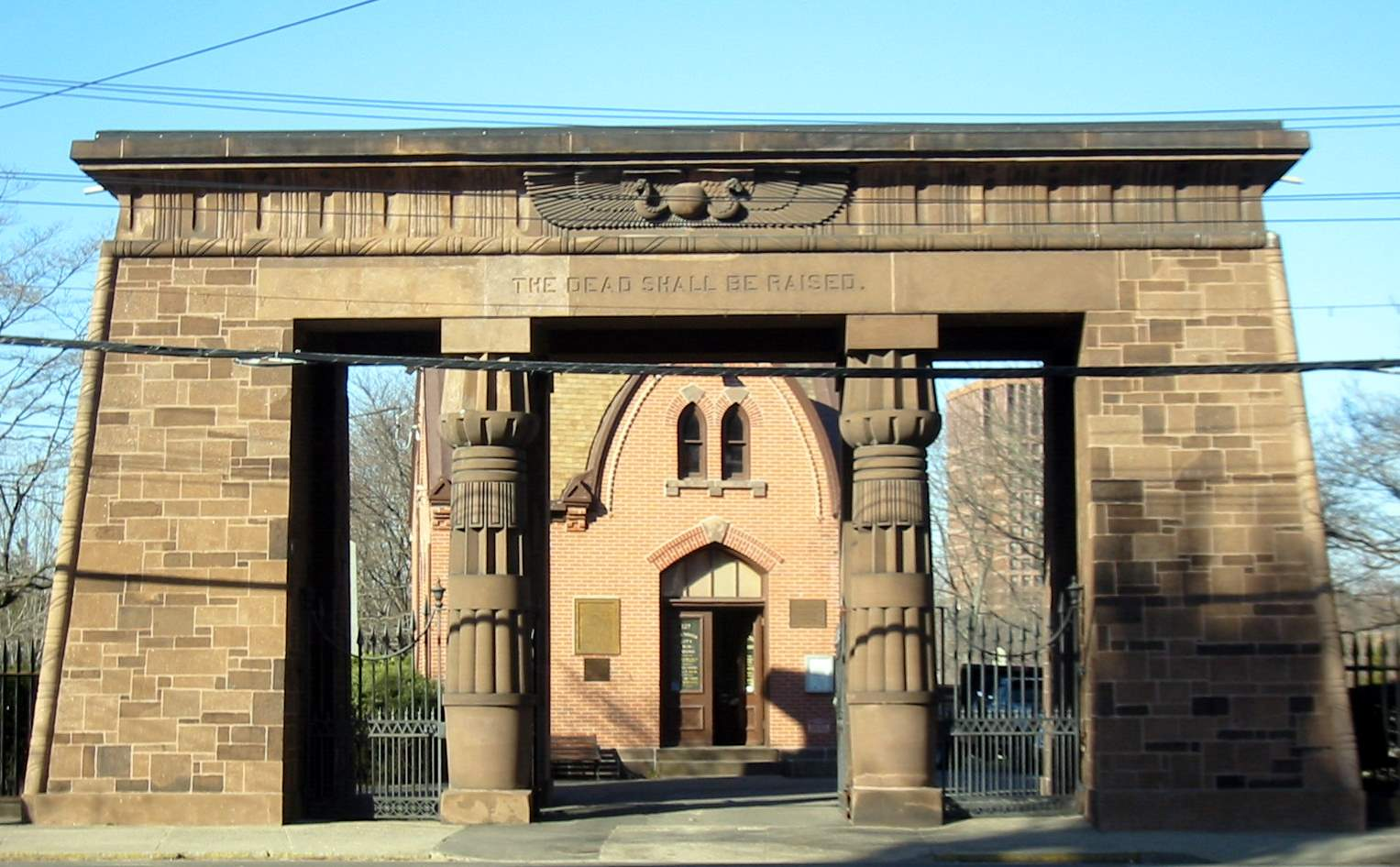
Vstupní brána hřbitova Grove Street v New Havenu

Egyptská architektura byla napodobována téměř ve všech odvětvích architektury, kromě osobních domů. Její monumentalita se odráží především ve stavbě památníků, pohřební tradice existující již od faraonských dob je zase imitována při dekoraci hřbitovů.

#### Čínská orientální architektura

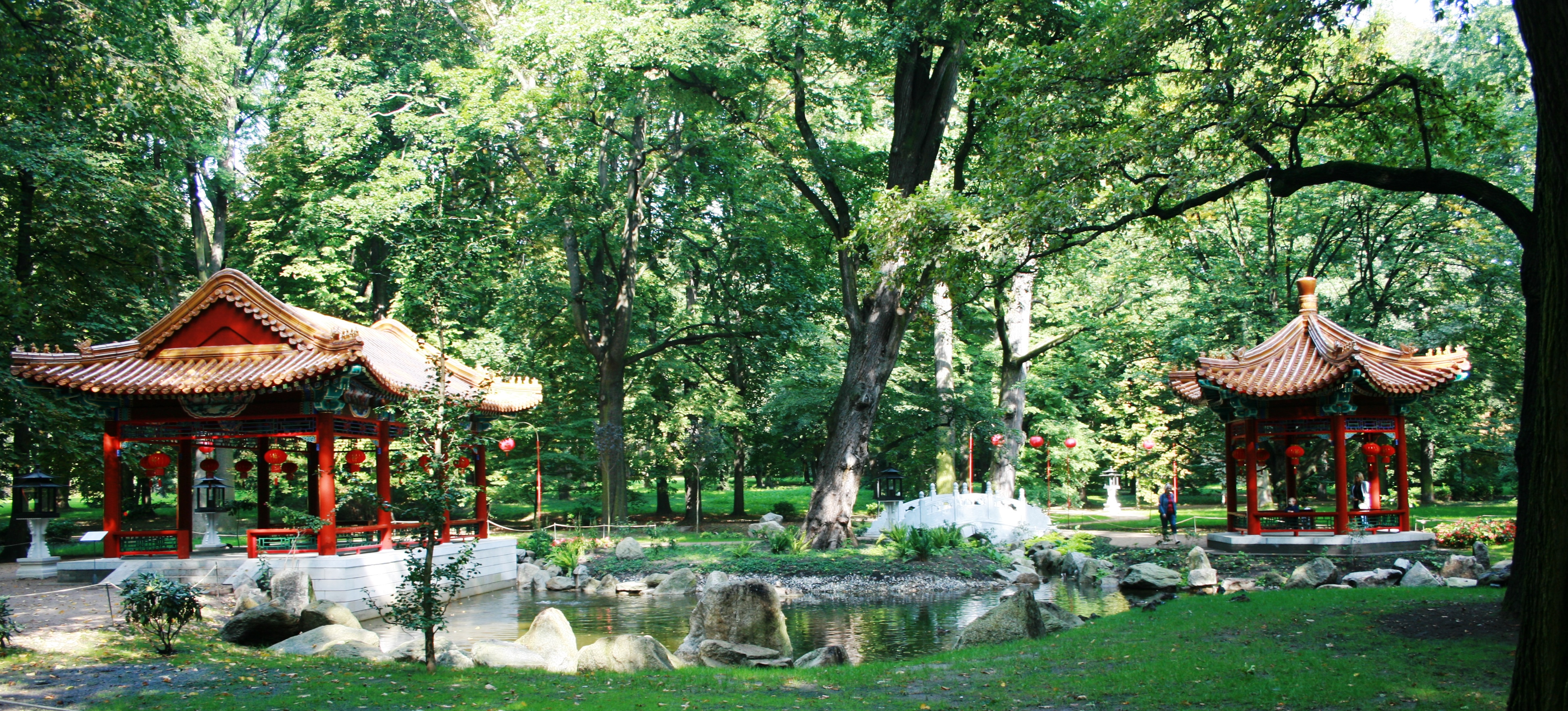
Čínská zahrada ve Varšavě

Architektura dálného východu zaujala západní architekty díky svému odlišnému druhu exotičnosti. Lze ji od egyptské či arabské (které jsou více plastické a zdobené) odlišit svou elegancí. Konkávní, vystupující střechy společně s rozšiřujícími okapy vzbuzují tajemný dojem přitahující pozornost. Na počátku své popularity v Evropě (na konci 17. století) byly ve stylu čínské orientální architektury stavěny významné budovy – jednou z prvních byl Trianon de Porcelaine pro Ludvíka XIV., ovšem největší oblíbenost čínská orientální architektura zaznamenala při stavbě letohrádku a především v zahradní architektuře.

## Historický vývoj orientalismu
Od konce sedmnáctého století ovládaly východní Středomoří Velká Británie a Francie. Ty také učinily první kroky v oblasti orientalistiky a na ně později navázali němečtí orientalisté.
Na přelomu osmnáctého a devatenáctého století začíná éra moderního orientalismu, pro nějž je charakteristická orientalistická renesance, jíž předcházelo objevení a přeložení orientálních textů psaných sanskrtem, avestštinou, nebo arabštinou, nové pojetí vztahu mezi Západem a Orientem a vzrůstající povědomí společnosti o Orientu.
Klíčovým momentem bylo Napoleonovo tažení do Egypta v roce 1798. Do počátku devatenáctého století zahrnoval Orient Indii a biblické země. Dominantními vůči Orientu byly od počátku dvacátého století až do druhé světové války Francie a Velká Británie, po druhé světové válce už to byly především Spojené státy americké.
Na konci devatenáctého století vzrostla prestiž orientalistiky a vzrostl vliv institucí jako francouzská „Asijská společnost“, britská „Královská asijská společnost“ a později také „Německá orientální společnost“ a „Americká orientální společnost“. Tak se začaly šířit poznatky a specializace.

## Rozlišení pojmů
Existuje rozdíl mezi pojmy Orient, orientalistika, orientalismus, orientalista a orientálec. Jejich rozlišení má svůj význam a nemělo by dojít k záměně především pojmů orientalistika a orientalismus.

### Orient
Hranice mezi Orientem a Západem byla utvářena stovky let a to díky mnoha zámořským plavbám, koloniálním stykům a zájmu o cizí a exotické. Rozkládá se od východního Středomoří, přes Blízký východ, až po Indočínu a Malajsko.

### Orientálec
Příslušník Orientu, člověk pocházející z Asie či Afriky. Tedy Arab, Číňan, Japonec, Egypťan atd.

### Orientalista
Kdokoliv, kdo se zabývá Orientem na úrovni vědecké, literární, nebo jako učitel.

### Orientalistika
Jedná se o interdisciplinární vědní obor zkoumající Orient, tedy o studia asijských zemí a Afriky.